# Čilpah
Čilpah je naselje u slovenskoj Općini Mokronog - Trebelnu. Čilpah se nalazi u pokrajini Dolenjskoj i statističkoj regiji Donjoposavskoj regiji. 

## Stanovništvo
Prema popisu stanovništva iz 2002. godine naselje je imalo 37 stanovnika.